# Pippo Rallo
Pippo Rallo (Marsala, 25 settembre 1928 – Petrosino, 5 dicembre 2020) è stato un cantante italiano.

## Biografia
Nato in Via dei Mille a Marsala, trascorse la sua infanzia tra Favignana e Messina. L'adolescenza la passò a Graniti, dove la sua famiglia era sfollata a causa dei bombardamenti della Seconda Guerra Mondiale. In quegli anni conobbe la compagna di una vita, Tanina Lo Giudice, e iniziò a cantare.
Nella seconda metà degli anni 1950 si esibiva giornalmente nei locali di Taormina, tra cui “La Giara” e l’"Hotel San Domenico". Proprio durante quel periodo venne ingaggiato dalla Cetra, per la quale incise una serie di fortunati classici in lingua siciliana.
Negli anni 1960 passò alla RCA Italiana, prima di partire per una tournée che lo portò nella penisola scandinava e sulle navi della Oslo Fjord insieme al Quintetto De Solis.
Qualche anno dopo si stabilì in Svizzera, a Lausen. Di giorno lavorava come operaio per la fabbrica di orologi Ronda S.A. e nel fine settimana si esibiva per la platea di emigrati italiani.
Nel 1990, una volta arrivato alla pensione, fece ritorno a Marsala dove riprende l'attività di cantante.
Nel 2016 il brano E vui durmiti ancora fu inserito nella colonna sonora del documentario Fuocoammare di Gianfranco Rosi, premiato con l'Orso d'oro per il miglior film al Festival di Berlino.

## Discografia parziale

### Cetra 78 giri
| DC 6590 | 1956 | Pippo Rallo / Maria Finocchiaro                     | Turiddu e Lola/A signurina moderna                |
| DC 6592 | 1956 | Pippo Rallo                                         | La tarantella per fischietto/Picciridduzza mia    |
| DC 6832 | 1957 | Maria Finocchiaro / Pippo Rallo                     | Invidia sempre e pietati mai/A zita gilusa        |
| DC 6833 | 1957 | Maria Finocchiaro / Maria Finocchiaro e Pippo Rallo | Non mi fazzu monica/La contravvenzione            |
| DC 6834 | 1957 | Maria Finocchiaro e Pippo Rallo / Pippo Rallo       | Serenata a la me bedda/U dintista 'nnammurato     |
| DC 6835 | 1957 | Pippo Rallo                                         | Zitu sempre e maritatu mai/A coppia filici        |
| DC 6949 | 1958 | Pippo Rallo / Maria Finocchiaro                     | A spina vilinusa/Amuri sicilianu                  |
| DC 6950 | 1958 | Pippo Rallo / Maria Finocchiaro                     | La vesti a saccu/A signurina e l'automobile       |
| DC 6951 | 1958 | Pippo Rallo / Pippo Rallo e Maria Finocchiaro       | A figghia du varveri/Vasimi va                    |
| DC 6952 | 1958 | Pippo Rallo e Maria Finocchiaro / Maria Finocchiaro | 'Nvasuneddu chi ti fa/Stasira mi fazzu zita       |
| DC 6953 | 1958 | Pippo Rallo e Maria Finocchiaro / Maria Finocchiaro | Donna Micia e Don Fifi/Appuntamentu di matrimoniu |
| DC 6954 | 1958 | Pippo Rallo / Pippo Rallo e Maria Finocchiaro       | E vui durmiti ancora / Chiovu "abballati"         |

### Cetra 45 giri
| EP 657-A | 1958 | Pippo Rallo e Maria Finocchiaro / Maria Finocchiaro | 'Nvasuneddu chi ti fa / Stasira mi fazzu zita          |
| EP 657-B | 1958 | Pippo Rallo / Maria Finocchiaro e Pippo Rallo       | E vui durmiti ancora/Chiôvo Abballati                  |
| SP 511   | 1959 | Pippo Rallo / Maria Finocchiaro e Pippo Rallo       | E vui durmiti ancora/Chiôvo Abballati                  |
| SP 538   | 1959 | Pippo Rallo/Maria Finocchiaro                       | Lu 'ngui 'ngua/Sicilia                                 |
| SP 543   | 1959 | Pippo Rallo e Maria Finocchiaro/Maria Finocchiaro   | Cummari unni iti a 'mmatinata/Don Giovanni             |
| SP 546   | 1959 | Pippo Rallo e Maria Finocchiaro                     | Stornelli Siciliani/stornelli siciliani (parte I e II) |
| SPD 291  | 1959 | Pippo Rallo/Maria Finocchiaro                       | Lu 'ngui 'ngua/Sicilia                                 |
| SPD 311  | 1959 | Pippo Rallo/Maria Finocchiaro                       | Turiddu e Lola/A signurina moderna                     |
| SPD 323  | 1960 | Pippo Rallo/Maria Finocchiaro                       | Amara cu ci avi bisognu/A mamma si misi i causi        |
| SPD 327  | 1960 | Pippo Rallo/Pippo Rallo e Maria Finocchiaro         | Marasciallu bavasceri/Viaggiu di nozzi                 |
| SP 753   | 1960 | Pippo Rallo/Maria Finocchiaro                       | A vicina 'nvidiusa/Mi vogghiu fari zita                |
| SP 756   | 1960 | Pippo Rallo/Maria Finocchiaro                       | A zita affruntulina/Turiddu u birsaglieri              |

### Cetra 33 giri (compilation)
| LPP7   | 1962 | Pippo Rallo e Maria Finocchiaro | Chiôvo Abballati     |
|        |      | Pippo Rallo                     | A lu mircatu         |
|        |      | Pippo Rallo                     | E vui durmiti ancora |
| LPP10  | 1962 | Pippo Rallo e Maria Finocchiaro | Vasimi va...         |
|        |      | Pippo Rallo                     | A vicina 'nvidiusa   |
|        |      | Pippo Rallo e Maria Finocchiaro | Trulla la la         |
| PL 493 | 1980 | Pippo Rallo e Maria Finocchiaro | Chiôvo Abballati     |
|        |      | Pippo Rallo                     | A lu mircatu         |
|        |      | Pippo Rallo                     | E vui durmiti ancora |
| PL 494 | 1980 | Pippo Rallo e Maria Finocchiaro | Vasimi va...         |
|        |      | Pippo Rallo                     | A vicina 'nvidiusa   |
|        |      | Pippo Rallo e Maria Finocchiaro | Trulla la la         |

### RCA Italiana 45 giri
| PM45-3188 | 1963 | Pippo Rallo e Flavia Caminiti | Smanie di zitella / Tempu persu        |
| PM45-3189 | 1963 | Pippo Rallo                   | Scecchi e mutura / Viva lu vinu        |
| PM45-3190 | 1963 | Pippo Rallo e Flavia Caminiti | Chiangi? Chi hai? / Battibecco d'amore |
| PM45-3191 | 1963 | Pippo Rallo                   | Vattiu siciliano / Putrunaria          |

### Tauro Record 45 giri
| FC001 | 1963 | Artigiani di Taormina/Pippo Rallo | Pastorale Siciliana/A Cirasara/Ficudinnia |

| Controllo di autorità | SBN DDSV008242 |